# Abbécourt
Abbécourt es una comuna francesa, situada en el departamento de Aisne, de la Región de Alta Francia.

## Geografía
Abbécourt está situada a orillas del río Oise, cerca de Chauny y a 30 km al oeste de Laon.

## Demografía
| Gráfica de evolución demográfica de Abbécourt entre 2005 y 2019 |
|                                                                 |

Fuentes: INSEE.

## Políticos
Elecciones Presidential Segunda Vuelta:
| Elección | Elección | Candidato Ganador | Partido | %     |
| -------- | -------- | ----------------- | ------- | ----- |
|          | 2022     | Marine Le Pen     | RN      | 71,23 |
|          | 2017     | Marine Le Pen     | FN      | 72,00 |
|          | 2012     | Nicolas Sarkozy   | UMP     | 55,83 |
|          | 2007     | Nicolas Sarkozy   | UMP     | 61,93 |
|          | 2002     | Jacques Chirac    | RPR     | 62,55 |